# 福岡県道731号筑後千足停車場線
福岡県道731号筑後千足停車場線（ふくおかけんどう731ごう ちくごせんぞくていしゃじょうせん）は、福岡県うきは市を通る一般県道である。

## 概要
福岡県うきは市浮羽町朝田のJR九州久大本線 うきは駅から国道210号に至る。
1990年（平成2年）5月1日に筑後千足駅がうきは駅に改称しているが、路線名称はそのままである。

### 路線データ
- 起点：福岡県うきは市浮羽町朝田（JR九州久大本線 うきは駅前）
- 終点：福岡県うきは市浮羽町朝田（国道210号交点）
- 総延長：103 m[1]

## 地理

### 通過する自治体
- うきは市

### 交差する道路
| 交差する道路 | 交差する場所 | 交差する場所 |
| ------------ | ------------ | ------------ |
| 国道210号    | 浮羽町朝田   | 終点         |

### 沿線
- JR九州久大本線 うきは駅